# Стяжка пола

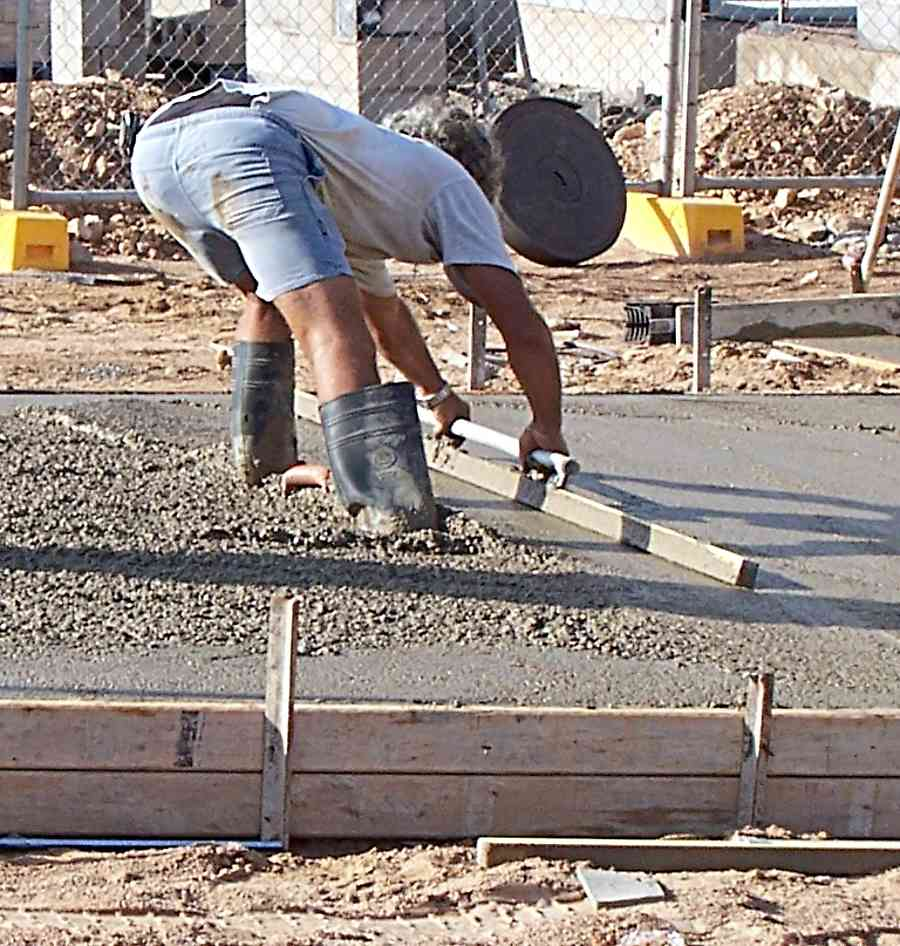

Стя́жка по́ла — представляет собой слой (как правило, цементно-песчаный), который относится к структуре пола в качестве основы для напольного покрытия.
Стяжку пола делают для выравнивания или придания жесткости поверхности, для обеспечения нормируемого теплоусвоения пола, создания уклона в полах на перекрытиях, а также для укрытия трубопроводов, труб с электропроводкой. Она укладывается поверх перекрытия или на вспомогательных, например, тепло- или звукоизоляционных слоях.
Стяжки могут быть непосредственно финишной поверхностью, например, полы в гаражах, или могут служить в качестве промежуточного слоя для настила на них финишного покрытия.

## Виды стяжки пола

### По способу сцепления с перекрытием
- Связанная стяжка пола - данная стяжка кладется на рабочую поверхность и, как правило, скрепляется с ним за счет адгезии.
- Стяжка пола на разделительном слое - она отделяется от нижнего слоя гидроизоляцией или теплоизоляцией, но соприкасается со стенами помещения.
- Плавающая стяжка пола - данный вид стяжки устанавливается на подушке из звуко- и теплоизоляционного слоя, не прикасаясь к стенам помещения, что обеспечивает лучшее качество звукоизоляции.

### По способу укладки
- Сплошная стяжка пола - заполнение вручную необходимого пространства с последующим выравниванием инструментом.
- Самовыравнивающаяся стяжка пола - представляет собой состав с большой текучестью, наносимый на герметичную основу. Под своим весом он сам создает ровную поверхность без ручного выравнивания.
- Полусухая стяжка пола - использование двух слоев стяжки, сначала сухого, потом обычного, применяемая для удешевления процесса за счет сокращения расходуемого раствора, либо использования малого количества воды в растворе для ускорения высыхания. Дополнительная прочность полусухой стяжки достигается добавлением специальных полимерных составов, которые ускоряют процессы адгезии и улучшают конечные характеристики стяжки.
- Сборная стяжка пола - также называется сухой стяжкой. Выравнивание поверхности идет за счет заполнения её по уровню сыпучим материалом (чаще всего керамзитовым щебнем), с последующей укладкой прочных гипсоволокнистых плит основания.

### Особые виды
- Промышленная стяжка пола - применяются марки бетона особой прочности, армирование бетона, технологии по разделению плит для предотвращения трещин при больших нагрузках, обработка поверхностей специальными пропитками, придающими дополнительную прочность, химическую стойкость.
- Полусухая цементно-песчаная стяжка пола по полусухой технологии,с применением синтетического фиброволокна. Использует механические смесители для добавления в стяжку волокон из пластика повышенной прочности или металла для придания ей большей прочности, аналогично железобетону.

## Устройство легкобетонной стяжки
Отмеренные сухие материалы для раствора смешивают и добавляют воду. Основание очищают от  пыли, смачивают водой, размечают при помощи маяков и укладывают марки.
Первый основной маяк помещают у стены, а от него при помощи уровня и рейки на расстоянии 1,5-2 м один за другим устанавливают остальные маяки, укладывают направляющие рейки, раствор. Выравнивают заподлицо раствор при помощи мялки, передвигаемой по пазам направляющих реек. Затем рейки (марки) удаляют, а промежутки в стяжке заделывают тем же раствором. Через час его затирают большой теркой.
В течение следующих пяти дней после укладки раствора стяжку поливают водой 2-3 раза в день. Горизонтальность стяжки проверяют линейкой, L=2 м. Допустимы просветы между рейкой и основанием, их величина не должна превышать 3 мм. Небольшие изъяны исправляют шпателем. Окончательную шлифовку основания проводят пемзой или шлифовальной шкуркой.